# Winfield (Iowa)
Winfield és una població dels Estats Units a l'estat d'Iowa. Segons el cens del 2000 tenia 1.131 habitants.

## Demografia
Segons el cens del 2000, Winfield tenia 1.131 habitants, 437 habitatges, i 280 famílies. La densitat de població era de 419,9 habitants/km².
Dels 437 habitatges en un 35% hi vivien nens de menys de 18 anys, en un 52,4% hi vivien parelles casades, en un 8% dones solteres, i en un 35,9% no eren unitats familiars. En el 32,7% dels habitatges hi vivien persones soles el 19,2% de les quals corresponia a persones de 65 anys o més que vivien soles. El nombre mitjà de persones vivint en cada habitatge era de 2,49 i el nombre mitjà de persones que vivien en cada família era de 3,18.
Per edats la població es repartia de la següent manera: un 29,8% tenia menys de 18 anys, un 5,7% entre 18 i 24, un 27% entre 25 i 44, un 17,8% de 45 a 60 i un 19,8% 65 anys o més.
L'edat mediana era de 37 anys. Per cada 100 dones de 18 o més anys hi havia 86,8 homes.
La renda mediana per habitatge era de 32.500 $ i la renda mediana per família de 44.500 $. Els homes tenien una renda mediana de 32.125 $ mentre que les dones 23.393 $. La renda per capita de la població era de 17.949 $. Entorn de l'11,2% de les famílies i el 12,7% de la població estaven per davall del llindar de pobresa.

## Poblacions més properes
El següent diagrama mostra les poblacions més properes.